# Lipstick (Jedward-dal)
A Lipstick (magyarul: Rúzs) egy elektro-pop dal, mely Írországot képviselte a 2011-es Eurovíziós Dalfesztiválon Düsseldorfban. A dalt a 2009-es brit X-Faktorban felfedezett ikerpár, a  Jedward adta elő angol nyelven.
A dal a 2011. február 11-én, a The Late Late Show keretén belül megrendezett Eurosong 2011 elnevezésű ír nemzeti döntőn nyerte el az indulási jogot, 98 ponttal. A regionális zsűrik pontjai alapján a második, a nézők szavazatai alapján az első helyen végeztek. A dal a nemzeti döntő után első helyezést ért el az ír slágerlistán, a verseny után pedig más országok listáira is felkerült.
Az Eurovíziós Dalfesztiválon a dalt először a május 12-én rendezett második elődöntőben adták elő, a fellépési sorrendben tizenkilencedikként, utolsóként, a dán A Friend in London együttes New Tomorrow című dala után. Az elődöntőben 68 ponttal a nyolcadik helyen végzett, így továbbjutott a május 14-i döntőbe.
A május 14-i döntőben a fellépési sorrendben hatodikként adták elő, Wolf Kati What About My Dreams? című dala után és a svéd Eric Saade Popular című dala előtt. A szavazás során 119 pontot szerzett, három országtól (Dánia, Egyesült Királyság, Svédország) begyűjtve a maximális 12 pontot. Ez a nyolcadik helyet jelentette a huszonöt fős mezőnyben, így Írország 2006 óta először tudott az első tíz között végezni.
A következő évben is a Jedward nyerte a nemzeti döntőt, így a Jedward Waterline című dala lesz az induló a 2012-es Eurovíziós Dalfesztiválon.

## Slágerlistás helyezések
| Slágerlisták (2011) | Lh.* |
| ------------------- | ---- |
| Ausztria            | 3    |
| Belgium (Flandria)  | 26   |
| Belgium (Vallónia)  | 32   |
| Egyesült Királyság  | 40   |
| Hollandia           | 84   |
| Írország            | 1    |
| Svájc               | 28   |
| Svédország          | 18   |

*Lh. = Legjobb helyezés.

## Lásd még
- Jedward
- 2011-es Eurovíziós Dalfesztivál